# Ludovico Balbi
Ludovico Balbi O.F.M.Conv. (Venezia, 1545 ca. – Venezia, 1604) è stato un francescano e compositore italiano.

## Biografia
Entrato giovanissimo in convento, divenne frate minore conventuale; per la musica fu allievo di Costanzo Porta e probabilmente anche di Leone Leoni. Divenne maestro di cappella della chiesa dei Frari a Venezia, della basilica di Sant'Antonio e del duomo a Padova e del duomo a Treviso.
Compose numerose opere, prevalentemente di carattere religioso tra cui messe, mottetti, canzoni ecclesiastiche, due libri di madrigali a quattro voci.
Viene spesso con il nipote Luigi, anch'egli frate minore conventuale e suo allievo.
Nel 1589 A. Gardano pubblicò a Venezia il Musicale essercitio di Ludovico Balbi.